# 3806 Tremaine

3806 Tremaine

3806 Tremaine eller 1981 EW32 är en asteroid i huvudbältet som upptäcktes den 1 mars 1981 av den amerikanska astronomen Schelte J. Bus vid Siding Spring-observatoriet. Den är uppkallad efter den kanadensiske astrofysikern Scott D. Tremaine.
Asteroiden har en diameter på ungefär 4 kilometer.